# Onychopetalum
Onychopetalum is een geslacht uit de familie Annonaceae. De soorten uit het geslacht komen voor in tropisch Zuid-Amerika.

## Soorten
- Onychopetalum amazonicum R.E.Fr.
- Onychopetalum periquino (Rusby) D.M.Johnson & N.A.Murray